# Tachty
Tachty é um município da Eslováquia, situado no distrito de Rimavská Sobota, na região de Banská Bystrica. Tem 7,83 km² de área e sua população em 2018 foi estimada em 557 habitantes.

## Demografia
| Ano:        | 1994 | 2004   | 2014   | 2024   |
| ----------- | ---- | ------ | ------ | ------ |
| Broj ljudi: | 605  | 556    | 533    | 543    |
| Razlika:    |      | -8,09% | -4,13% | +1,87% |

| Ano:               | 2023 | 2024   |
| ------------------ | ---- | ------ |
| Número de pessoas: | 541  | 543    |
| Diferença:         |      | +0,36% |